# Chris Williamson (politiker)
Christopher Williamson (født 16. september 1956) er en britisk politiker, der var medlem af parlamentet (MP) fra 2010 indtil 2015, og fra 2017 til 2019.